# Усола (Параньгинский район)
 Усола  — деревня в Параньгинском районе Республики Марий Эл. Административный центр Усолинского сельского поселения.

## География
Находится в восточной части республики Марий Эл на расстоянии приблизительно 3 км по прямой на восток-северо-восток от районного центра посёлка Параньга.
Через деревню протекает река Усола, впадающая через плотину с одноимённым названием в р. Ирсерма. В деревне насчитывается 5 улиц: Луговая, Полевая, Молодёжная, Первомайская и самая длинная, проходящая через всю деревню, Коммунистическая. Есть клуб (на данный момент закрыт), библиотека, здание сельской администрации, школа.

## История
Основана в XVIII веке. В 1836 году в деревне насчитывалось 26 дворов, 140 человек, в 1859 году здесь был 31 двор и 284 жителя, в 1884 73 и 448, в 1925 101 и 544, в 1941 101 и 517. В 2003 году отмечено было 192 двора. В советское время работали колхозы «У пасу», «За коммунизм», «Дружба», позднее ЗАО "Агрофирма «Параньгинская».

## Население
Население составляло 561 человек (мари 94 %) в 2002 году, 575 в 2010.